# 아치꿀박쥐
아치꿀박쥐(Lonchophylla fornicata)는 주걱박쥐과(신세계잎코박쥐류)에 속하는 박쥐의 일종이다. 콜롬비아와 에콰도르에서 발견된다.

## 특징
작은 크기의 박쥐로 전체 몸길이는 52~62mm, 전완장은 33~35.6mm, 꼬리 길이는 7~12mm, 발 길이는 10~12mm, 귀 길이는 11~15mm이고 몸무게는 최대 8.7g이다.